# Trộm tranh

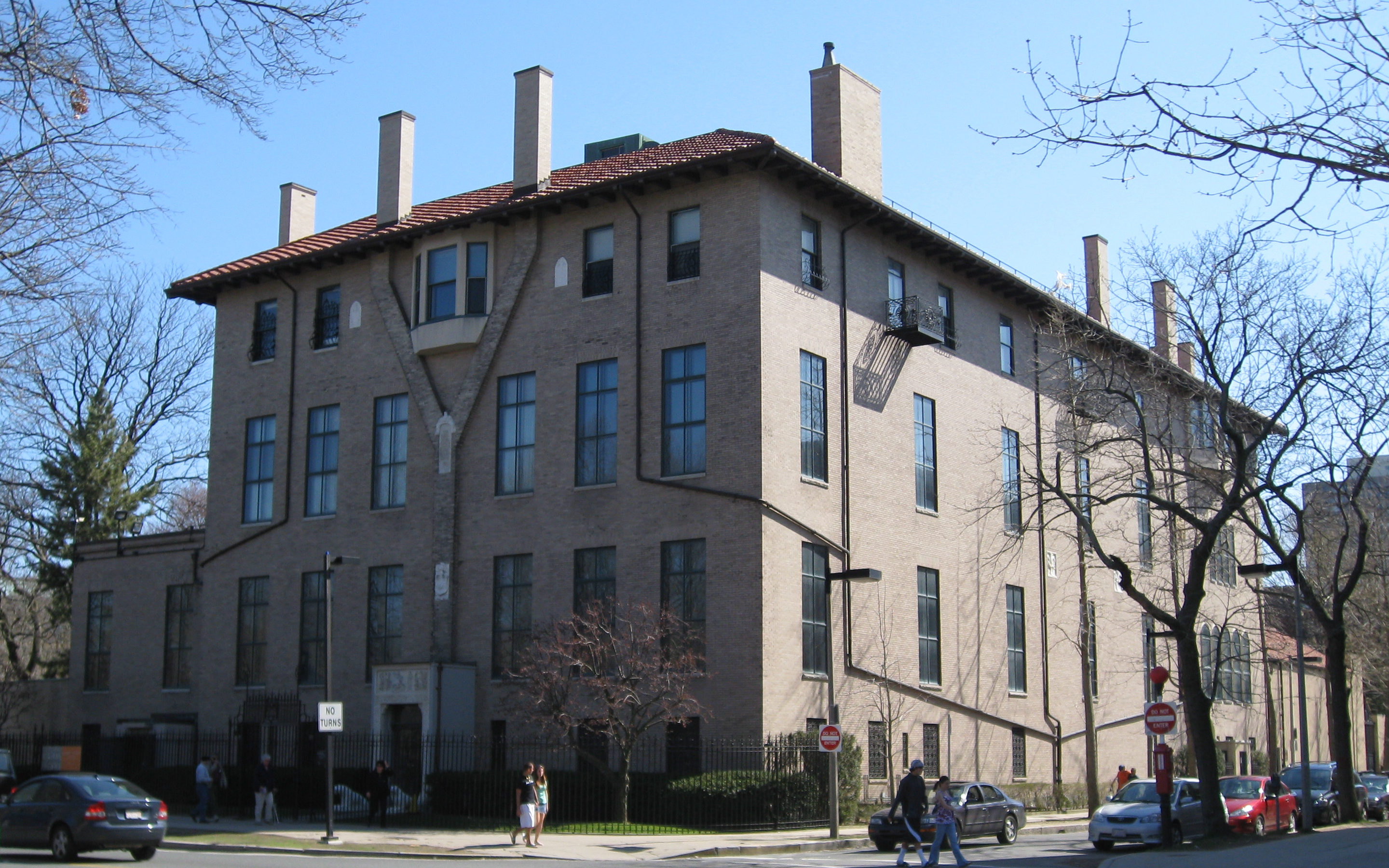
Viện bảo tàng Isabella Stewart Gardner bị cướp vào năm 1990 bao gồm những bức họa và đồ có giá trị tổng cộng lên tới hơn 500 triệu đôla.

Trộm tranh thường là mục tiêu dùng để bán lại hoặc để lấy tiền chuộc. Đôi khi các bức nghệ thuật bị trộm bởi những kẻ tội phạm được dùng làm đồ thế chấp để mượn nợ, tiền.

## Các vụ trộm cướp nổi tiếng bí ẩn
Hình ảnh của một số bức tranh nổi tiếng bị cướp mất mà vẫn chưa được thu hồi.

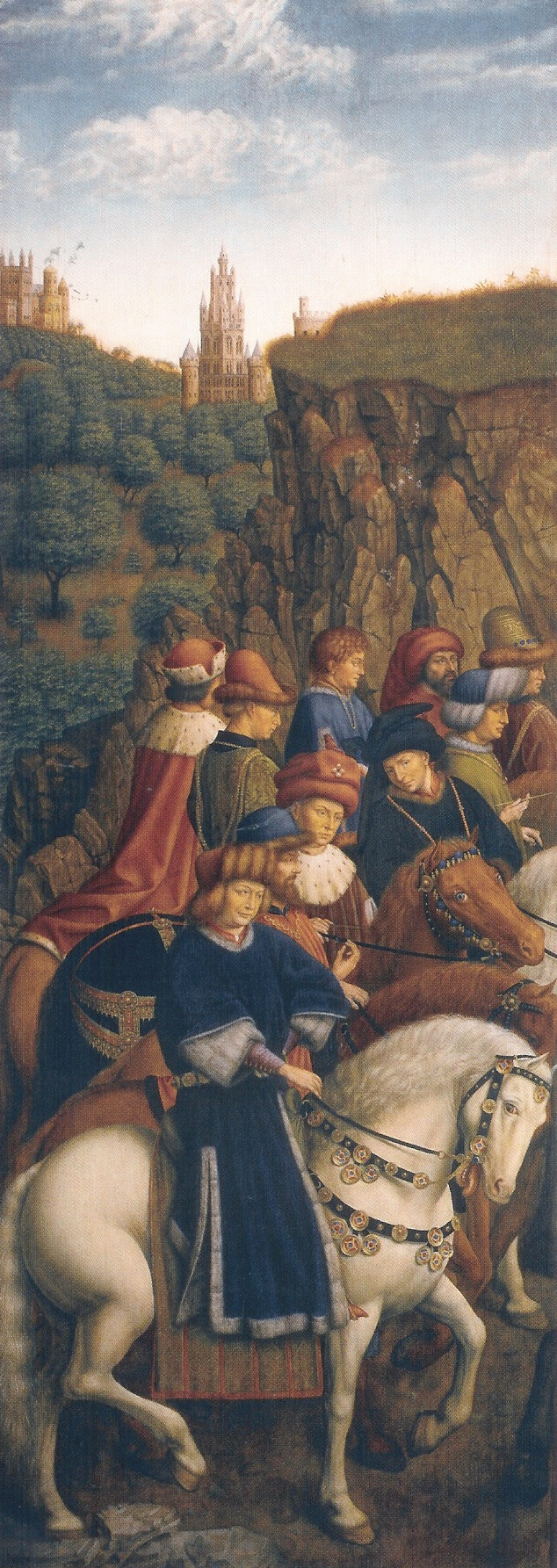
Jan van Eyck: The Just Judges
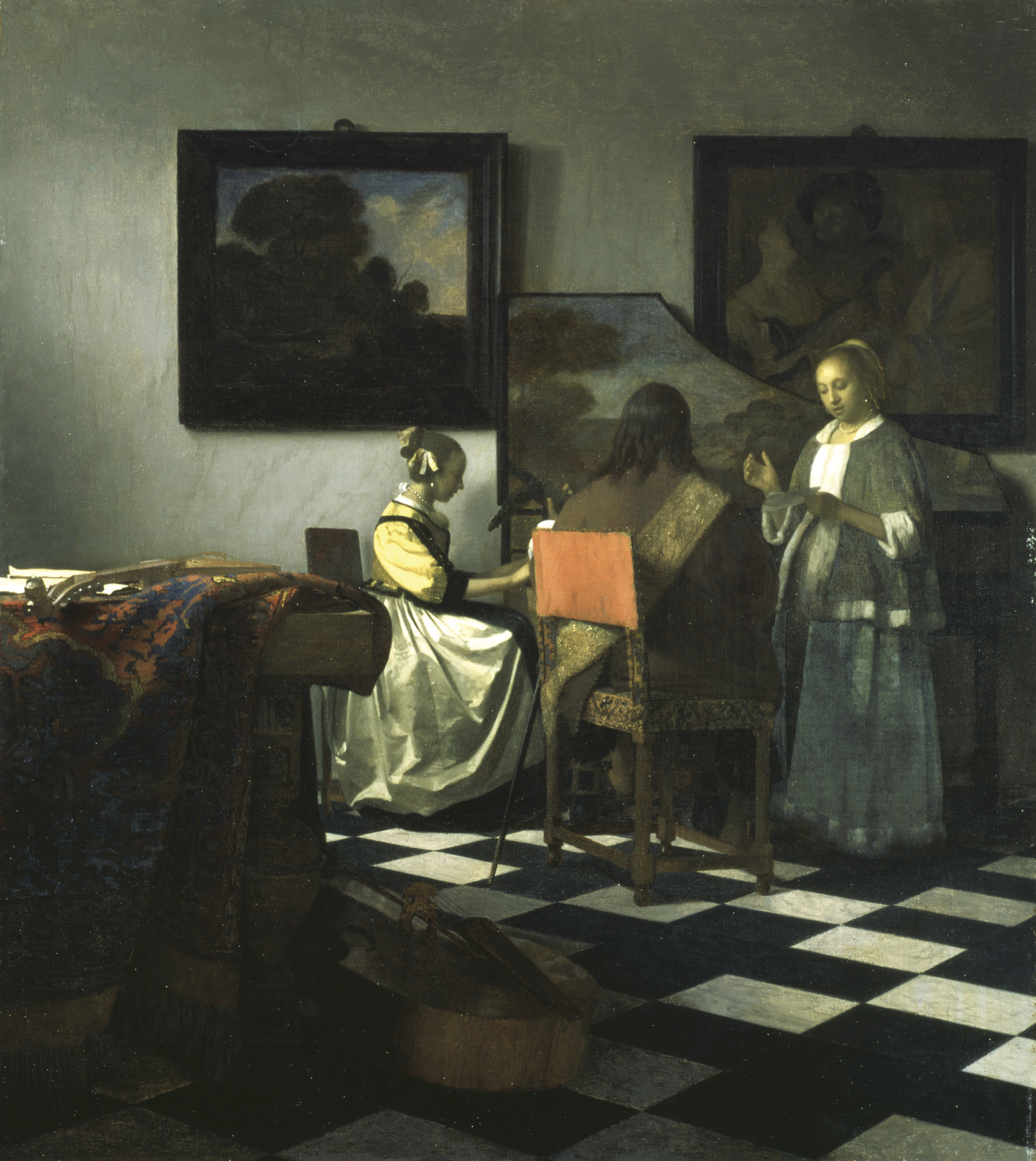
Johannes Vermeer: The Concert (c.1658-1660)
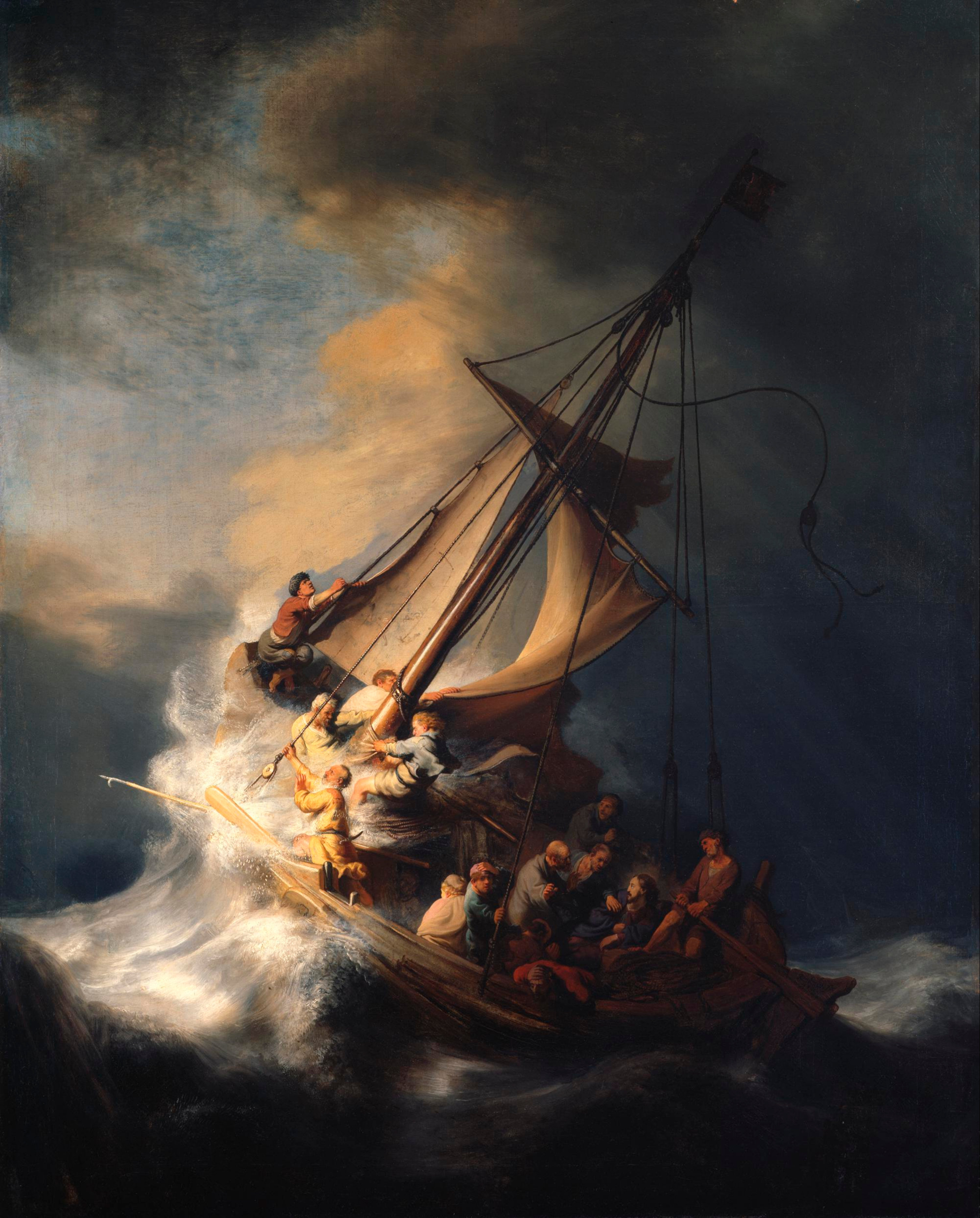
Rembrandt: The Storm on the Sea of Galilee (1633)
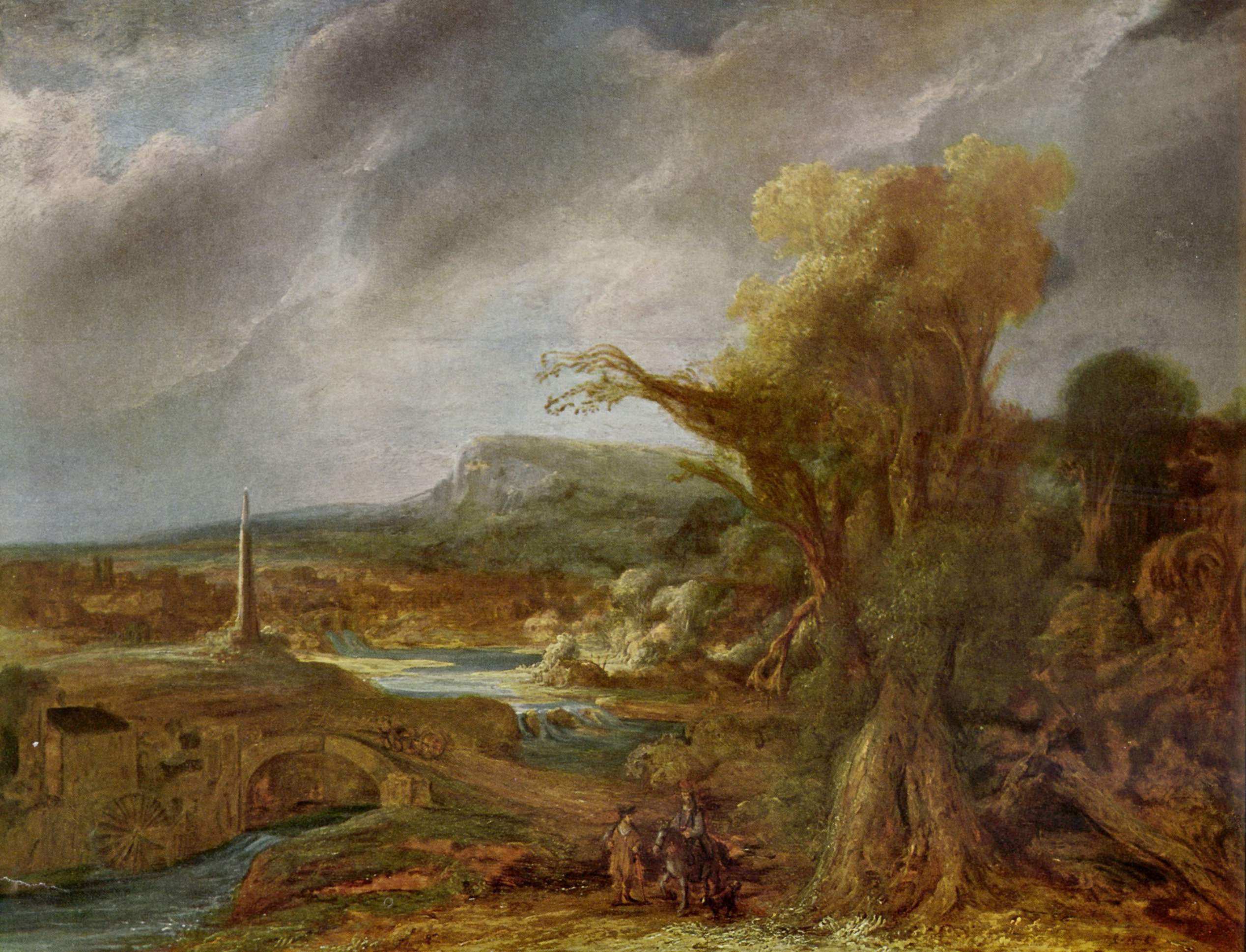
Govaert Flinck, until recently attributed to Rembrandt: Landscape with an Obelisk (1638)
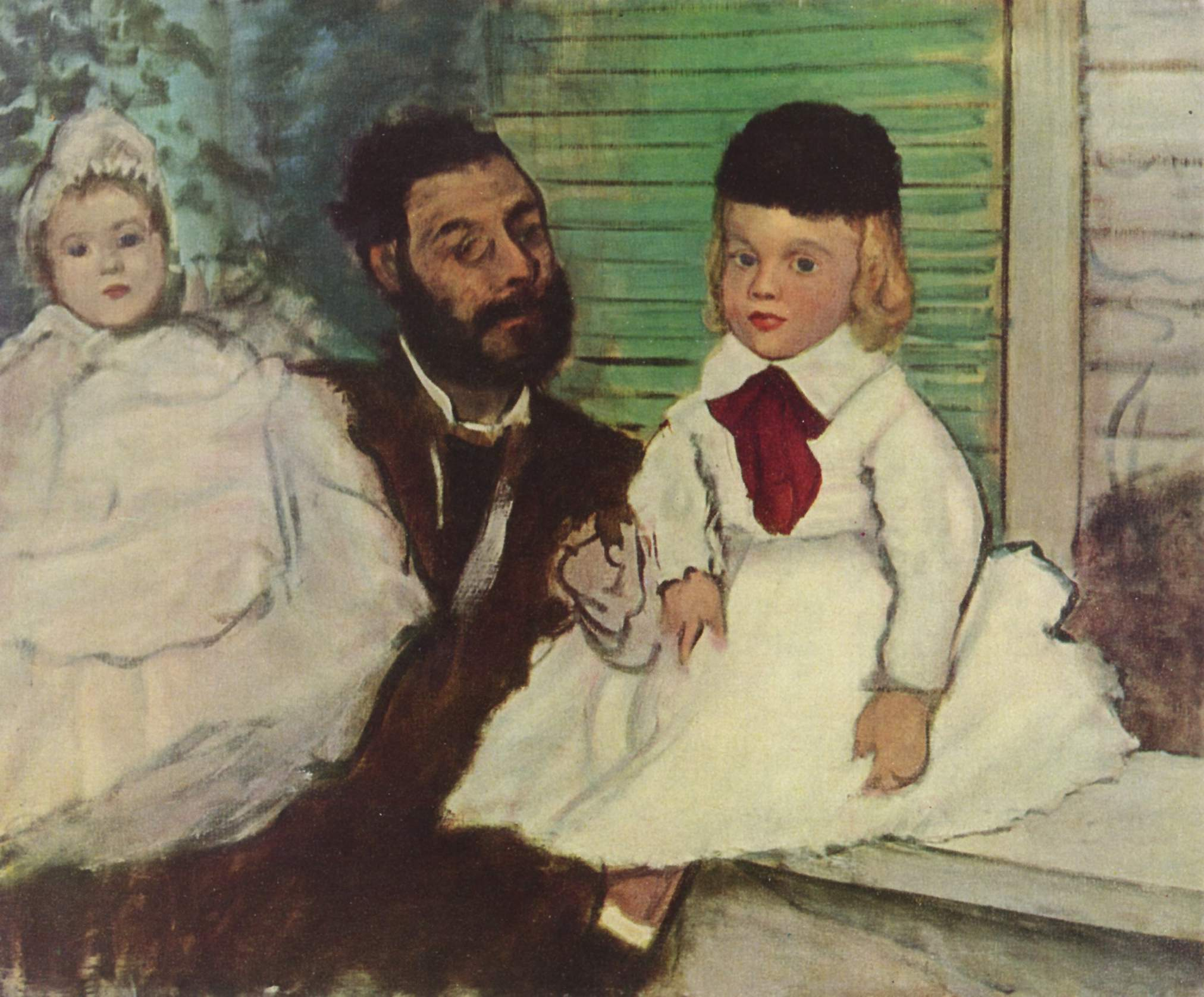
Edgar Degas: Count Lepic and His Daughters (1871)
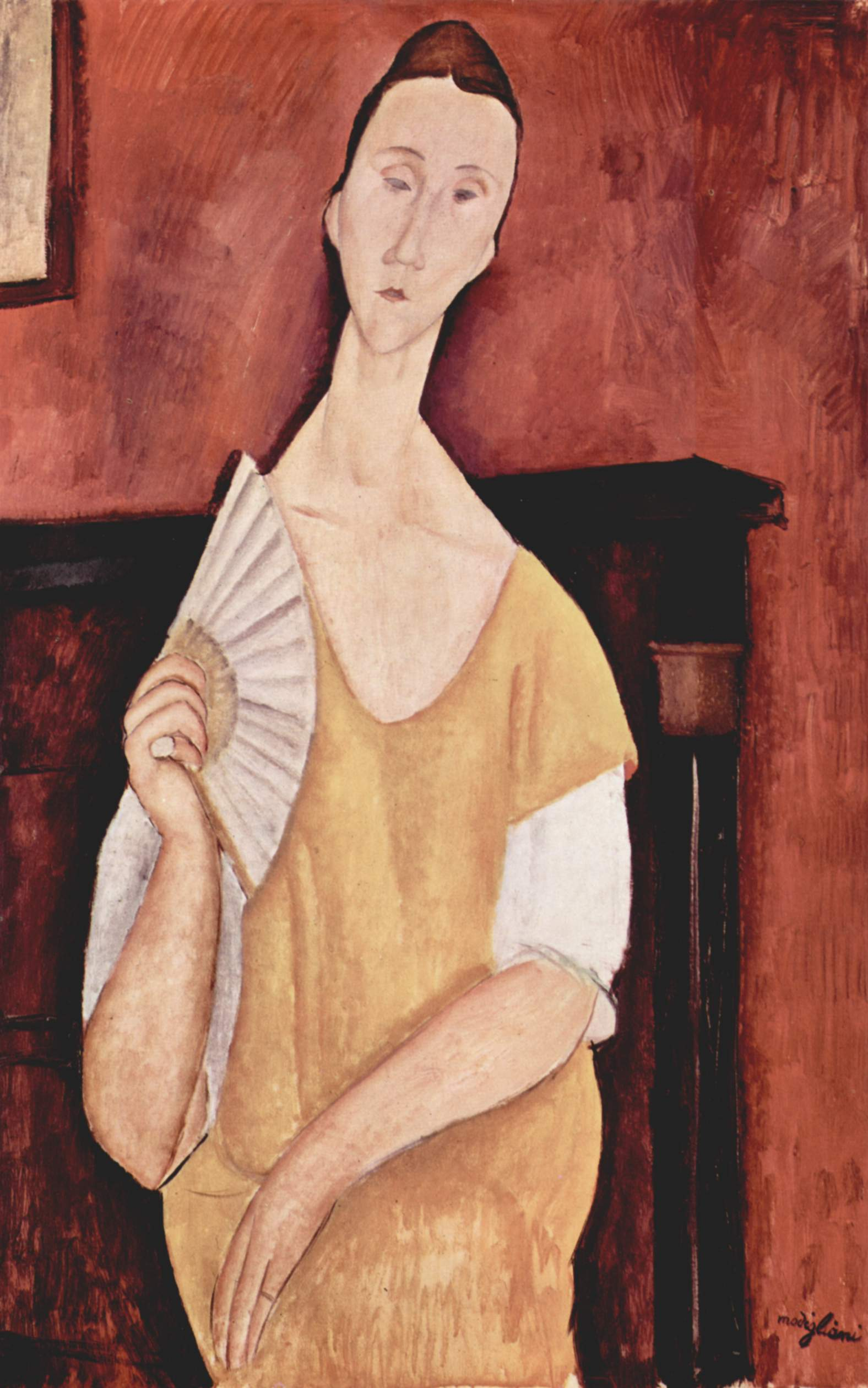
Amadeo Modigliani: La Femme à l'éventail (1919)
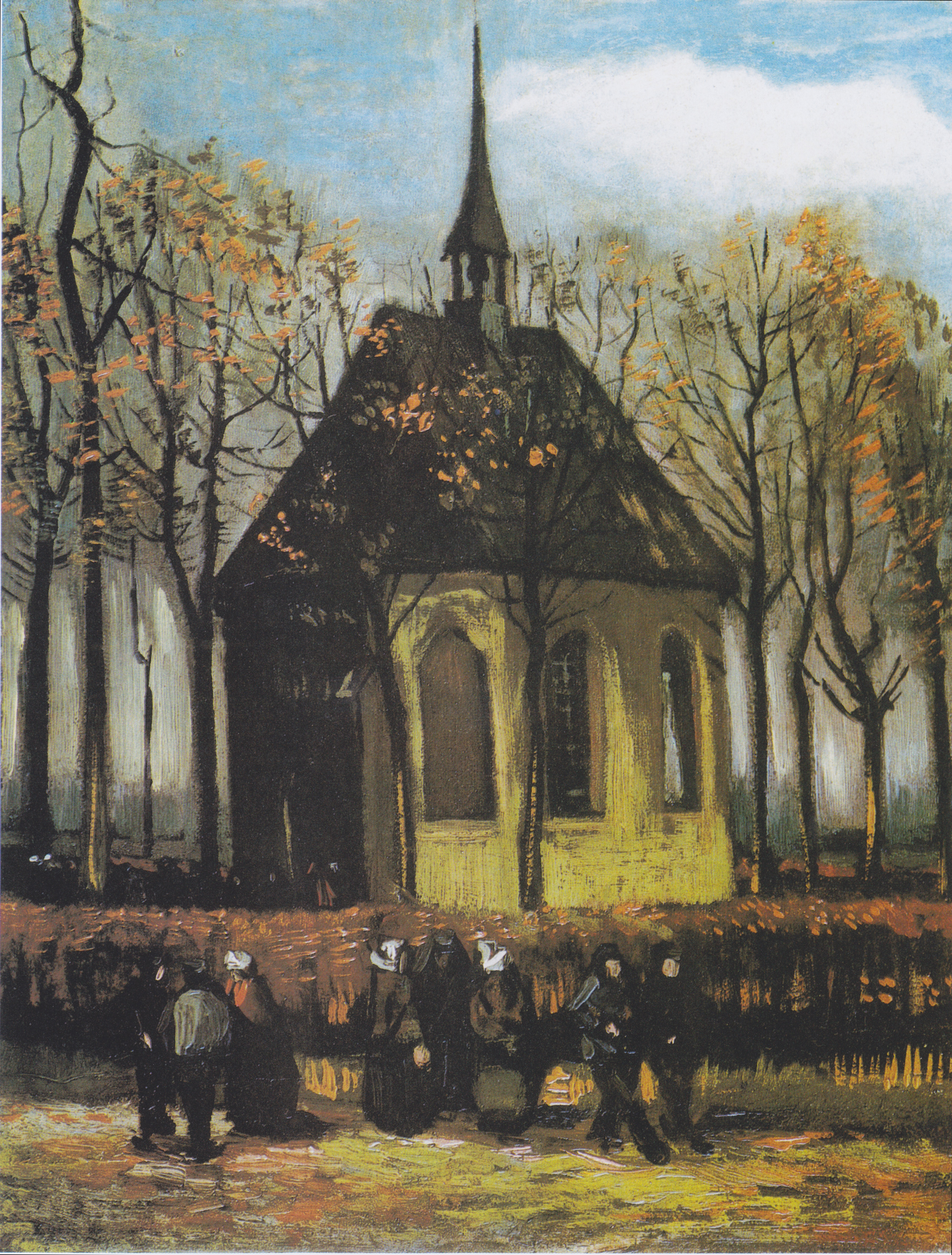
Vincent van Gogh: Congregation Leaving the Reformed Church in Nuenen (1884)
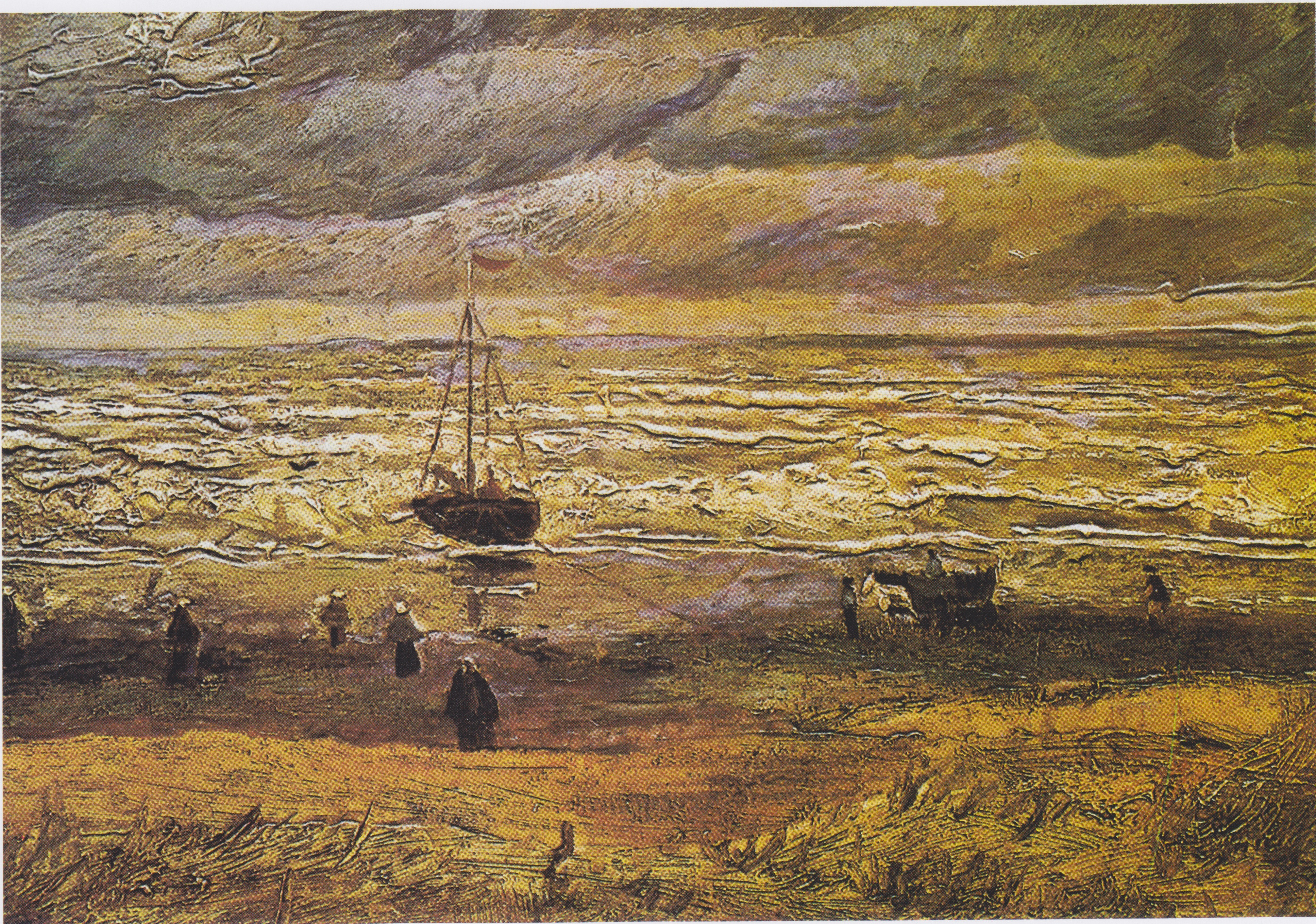
Vincent van Gogh: View of the Sea at Scheveningen (1882)
Caspar David Friedrich: Landschaft mit Regenbogen, (Landscape with rainbow)) (ca 1810)
Pablo Picasso: Le pigeon aux petits pois (1911)
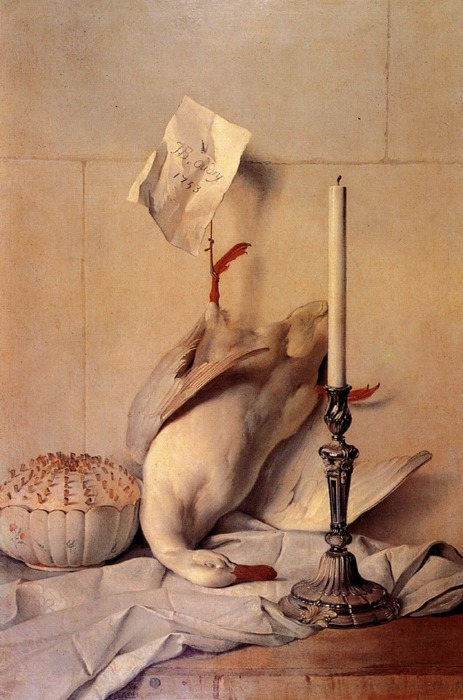
Jean-Baptiste Oudry: The White Duck (1753)